# Zbigniew Grabowski (inżynier)
Zbigniew Jan Grabowski (ur. 8 marca 1930 w Warszawie, zm. 28 lipca 2019 tamże) – polski geotechnik, profesor, nauczyciel akademicki, rektor Politechniki Warszawskiej, minister-kierownik Urzędu Postępu Naukowo-Technicznego i Wdrożeń w rządzie Mieczysława Rakowskiego, członek Egzekutywy KZ PZPR w Politechnice Warszawskiej w latach 1965–1973, sekretarza KZ PZPR do stycznia 1971 roku, członek Egzekutywy Komitetu Warszawskiego PZPR od stycznia 1984 roku do października 1989 roku.

## Życiorys

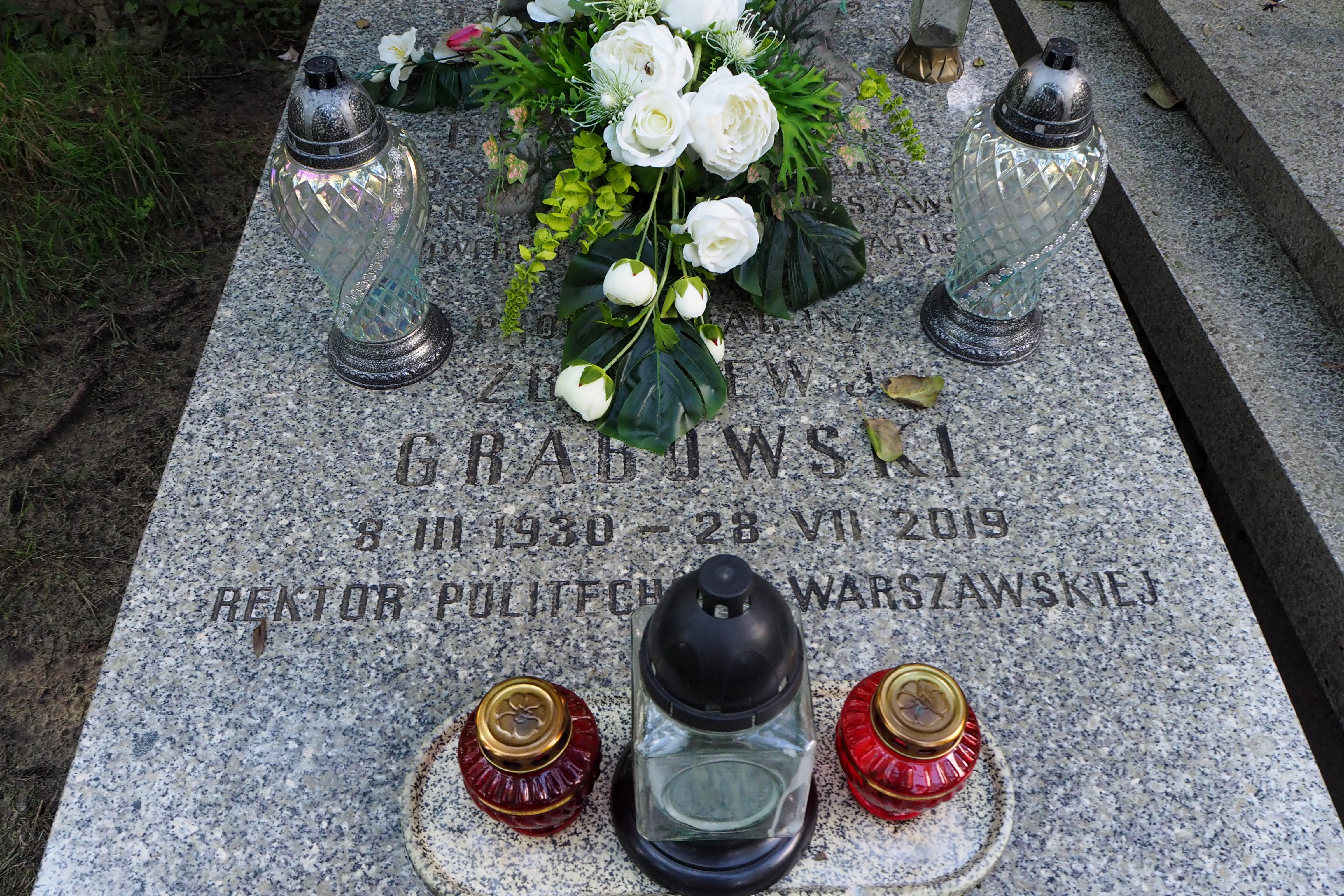
Grób prof. Zbigniewa Grabowskiego na Cmentarzu Wojskowym na Powązkach w Warszawie

Syn Henryka i Sabiny. Ukończył Liceum im. Hugona Kołłątaja w Warszawie. Następnie w 1950 podjął studia na Wydziale Budownictwa Lądowego Politechniki Warszawskiej. Od tego samego roku należał do Polskiej Zjednoczonej Partii Robotniczej. Studia ukończył w 1954 jako inżynier budownictwa lądowego w zakresie mechaniki gruntów i fundamentowania. Od 1953 pracował w Politechnice Warszawskiej, w 1956 uzyskał stopień magistra inżyniera budownictwa przemysłowego. W 1964 na Wydziale Inżynierii Sanitarnej i Wodnej obronił doktorat zrealizowany pod kierunkiem profesora Zenona Wiłuna. W 1967 uzyskał habilitację. W 1970 został profesorem nadzwyczajnym, a w 1975 profesorem zwyczajnym.
W roku 1970 objął kierownictwo utworzonego w wyniku reorganizacji uczelni Instytutu Dróg i Mostów w strukturze Wydziału Inżynierii Lądowej Politechniki Warszawskiej. W roku 1985 powołany na rektora Politechniki Warszawskiej. Funkcję tę pełnił do 1988. Od 14 października 1988 do 12 września 1989 był ministrem-kierownikiem Urzędu Postępu Naukowo-Technicznego i Wdrożeń w rządzie Mieczysława Rakowskiego. Był również członkiem Rady Konsultacyjnej przy Przewodniczącym Rady Państwa Wojciechu Jaruzelskim z ramienia PZPR. 28 listopada 1988 wszedł w skład Honorowego Komitetu Obchodów 40-lecia Kongresu Zjednoczeniowego PPR – PPS – powstania PZPR.
Wolnomularz, od 1990 członek Wielkiego Wschodu Francji, a następnie Wielkiego Wschodu Polski; od 1991 Czcigodny Mistrz warszawskiej loży „Nadzieja”. Od 2016 jeden z założycieli Wielkiego Wschodu Rzeczypospolitej Polskiej i jego Wielki Mistrz. Prezes Polskiej Izby Inżynierów Budownictwa.
Wielokrotnie nagradzany i odznaczany. Otrzymał między innymi Krzyż Oficerski i Krzyż Kawalerski Orderu Odrodzenia Polski, Złoty i Srebrny Krzyż Zasługi, Medal Komisji Edukacji Narodowej oraz wiele odznaczeń branżowych i resortowych.
Jest pochowany na Cmentarzu Wojskowym na Powązkach (kwatera AII-9-11).

## Stanowiska
- 1953 dydaktyk w Katedrze Mechaniki Gruntów i Fundamentowania na Wydziale Budownictwa Przemysłowego PW;
- 1953-1954 inżynier budowy na budowie Dworca Centralnego w Warszawie;
- 1956–1957 starszy projektant w biurze Projektów Konstrukcji Stalowych Budownictwa;
- 1958-1961 kierownik działu technicznego Politechniki Warszawskiej;
- 1961-1962 dyrektor techniczny w administracji Politechniki Warszawskiej;
- 1960–1964 – starszy asystent w Katedrze Geotechniki na Wydziale Inżynierii Sanitarnej i Wodnej Politechniki Warszawskiej;
- 1964–1967 – adiunkt w Katedrze Geotechniki na Wydziale Inżynierii Sanitarnej i Wodnej Politechniki Warszawskiej;
- 1967–1970 – docent etatowy w Katedrze Geotechniki na Wydziale Inżynierii Sanitarnej i Wodnej Politechniki Warszawskiej;
- 1969-1975 Konsultant naukowy z zakresu geotechniki w Przedsiębiorstwie „Geoprojekt”;
- 1970–1986 dyrektor Instytutu Dróg i Mostów na Wydziale Inżynierii Lądowej;
- 1985-1988 Rektor Politechniki Warszawskiej;
- 1988-1989 minister-kierownik Urzędu Postępu Naukowo-Technicznego i Wdrożeń;
- 1976-1991 przewodniczący Rad Naukowych w Instytucie Meteorologii i Gospodarki Wodnej;
- 1974-1991 przewodniczący w Instytucie Badawczym Dróg i Mostów;
- 1978-1990 przewodniczący w Centralnym Ośrodku Badawczo-Rozwojowym Kolejnictwa
- 1978-1985 przewodniczący w Centralnym Ośrodku Badawczo-Rozwojowym Budownictwa Wodno-Inżynieryjnego „Hydrobudowa”;
- 1975-1986 wiceprzewodniczący Rady Naukowej Instytutu Techniki Budowlanej;
- Od 1983 przewodniczący Rady Naukowo-Konsultacyjnej Metra Warszawskiego;
- 1984-1986 przewodniczącym Sekcji Nauk Technicznych Centralnej Komisji Kwalifikacyjnej
- 1978 – 2000 przewodniczący Polskiego Komitetu Wielkich Zapór[10].

## Członkostwa
- Członek Rady Konsultacyjnej przy Przewodniczącym Rady Państwa PRL Wojciechu Jaruzelskim;
- 1990 członek Wielkiego Wschodu Francji;
- Polskiego Towarzystwa Chemicznego;
- członek Faraday Society (potem Royal Chemical Society);
- 1972 członek European Photochemistry Association;
- 1990-1992 członek Komitetu Nauki i Postępu Technicznego;
- 1992 r. członek Zespołu ds. Wydawnictw Komitetu Badań Naukowych (KBN);
- 1973-1986 członek Centralnej Komisji ds. Kadr Naukowych;
- członek Międzynarodowego Stowarzyszenia Mechaniki Gruntów i Fundamentowania ISSMFE;
- członek Międzynarodowej Komisji Wielkich Zapór ICOLD;
- członek Sekcji Mechaniki Gruntów, Fundamentowania i Skał oraz Sekcji Konstrukcji Hydrotechnicznych w Komitecie Inżynierii Lądowej i Wodnej PAN.[10]

## Nagrody i wyróżnienia
- 1973, 1975, 1979 – Nagroda Sekretarza Naukowego PAN;
- 1980 Nagroda Marii Skłodowskiej-Curie;
- 1990 Medal Jędrzeja Śniadeckiego;
- 1992 Nagroda im. Alfreda Jurzykowskiego w dziedzinie chemii;
- Doktor honoris causa na Uniwersytecie we Fryburgu;
- Krzyż Komandorski (2000)[11] Oficerski i Kawalerski Orderu Odrodzenia Polski,
- Złoty i Srebrny Krzyż Zasługi
- Medal Komisji Edukacji Narodowej;
- Srebrny i Złoty Medal „Za zasługi dla obronności kraju”;
- Złota Odznaka Zasłużony dla Politechniki Warszawskiej[10].
- Odznaka tytułu Zasłużony Nauczyciel PRL

## Działalność pozanaukowa
Z. Grabowski od wielu lat działa społecznie:
- od 1995 w Kapitule Orderu Uśmiechu (wiceprezes);
- od 1993 w Krajowej Radzie Nauki Związku Nauczycielstwa Polskiego;
- od 1997 w Polskim Komitecie Normalizacyjnym[10].

## Publikacje
- „Wybrane zagadnienia z mechaniki gruntów, fundamentowania i konstrukcji budowlanych”, Warszawa 1971 – współautor;
- „Fundamentowanie”, Warszawa 1984,1993 – współautor;
- „Badania geotechniczne i ich zastosowanie w projektowaniu”, Warszawa 1995 – redaktor[10].